# Appen (empresa)
Appen S.L. (anteriormente conocido como Appen Butler Hill) es una empresa comercial listada públicamente en el Mercado de Valores de Australia, bajo el código APX.
Appen proporciona o mejora los datos utilizados para el desarrollo de aprendizaje automático y productos de inteligencia artificial. Entre estos datos se incluyen oratorias y datos de idioma natural, datos de imagen y vídeo, texto y datos alfanuméricos y de relevancia para mejorar los motores de búsqueda y redes sociales. Los clientes de Appen usan el aprendizaje automático en una gran variedad de casos, incluyendo el reconocimiento de oratoria automático (ASR: automatic speech recognition), visión de ordenador, aumento de conversiones en comercio electrónico, entregando una publicidad más significativa y personalizada, realzando la actividad reciente en redes sociales o mejorando las capacidades de servicio del cliente con herramientas como bots conversacionales y asistentes virtuales.
Para que las máquinas puedan demostrar su inteligencia artificial, necesitan ser programadas con datos de formación de calidad humana que les ayuda a aprender. Appen se vale de la externalización para recoger y mejorar datos y tener acceso a una multitud especializada de más de un millón de colaboradores, que recogen, anotan, evalúan, etiquetan, indizan, prueban, traducen y transcriben discursos, texto, imágenes y datos de vídeo para convertirlos en datos de entrenamiento de aprendizaje automático en una variedad de casos.

## Ubicaciones
La sede global de la compañía está en Chatswood, Nuevo Gales del Sur, a 10 kilómetros al norte del distrito empresarial central de Sídney, Australia. La sede de Estados Unidos es en Kirkland, Washington, suburbio de Seattle, aunque también hay oficinas de EE. UU. en San Francisco (California), Detroit y Míchigan. Appen también tiene oficinas en Beijing (China), Cavite (Filipinas) y Exeter (Inglaterra).

## Operaciones
A finales de 2017, los ingresos eran de 166,6 millones de AUD y la empresa tuvo más de 350 empleados a jornada completa y más de 1 000 000 de trabajadores aprobados con horarios flexibles entre la multitud de Appen. Las tareas se realizan en más de 180 idiomas y 130 países.
La mayoría de los ingresos de la empresa provienen de fuera y los clientes la constituyen en el puesto ocho de las 10 empresas de tecnología más grandes.

## Historia
Appen fue fundada en Sídney en 1996 por Julie Vonwiller. Junto a su marido Chris Vonwiller, quién dejó su trabajo en Telstra en el año 2000 para dedicarse en cuerpo y alma a Appen, como presidente no ejecutivo de Appen.
En 2011, Appen se fusionó con Butler Hill Group, con sede en Ridgefield, Connecticut y Seattle, Washington, fundada originalmente por Lisa Braden-Harder en 1993. Lisa era miembro del equipo pionero en tecnología de corrección gramatical en IBM T.J. Watson Research Center antes de Butler Hill Group y permaneció como director ejecutivo hasta 2015. Tras la fusión, se adaptó el nombre Appen Butler Hill y se expandió su alcance empresarial para incluir recursos lingüísticos, de búsqueda y texto.
En 2012, Appen adquirió Wikman Remer, con base en San Rafael, California, el cual desarrolló herramientas y plataformas para empleados, moderación en línea y revisión.
Appen Butler Hill acabó denominándose como Appen en 2013 y salió a la bolsa australiana ASX el 7 de enero de 2015.
En julio de 2015, Mark Brayan entró a Appen como director ejecutivo.
En octubre de 2016, Appen adquirió una empresa de servicios de transcripción con sede en Reino Unido, llamada Mendip Media Group (MMG).
Appen también adquirió Leapforce en noviembre de 2017 por 80 millones de dólares estadounidenses, añadiendo capacidades adicionales en factor a la búsqueda y aumento de su multitud superior al millón de trabajadores flexibles.
En diciembre de 2022, Appen anunció el nombramiento de Armughan Ahmad como Director Ejecutivo (CEO) y Presidente de la Compañía.
El 5 de febrero de 2024, Ryan Kolln reemplazó a Armughan Ahmad como nuevo Director Ejecutivo (CEO) de Appen.

## Adquisiciones
- Appen adquirió la empresa Leapforce en 2017.[22]
- Appen adquirió Figure Eight en 2019.[23][24]

## Premios y reconocimientos
- Premio al crecimiento de empresas de tecnología en Australia 2017.[25]
- Top 100 de las mejores empresas de trabajos flexibles a distancia en 2014, 2015, 2016, 2017 y 2018 incluyendo el n.º 1 en 2017 y el n.º 2 en 2018.[26][27][28][29][30]
- Cuatro veces ganador del Deloitte Technology Fast 50 Australia y sexto puesto entre los premios Deloitte para compañías con ingresos superiores a los 50 millones en 2013.[31]
- Premios en 2014 BRW para el mejor negocio de mercado intermedio entre 50 y 100 millones de dólares: categoría finalista.[32]
- Ganador inaugural en 2008 del premio exportador del año del primer ministro australiano y premio de tecnología de comunicación e información.[33][34]
- Octavo puesto de los servicios globales más grandes de soporte de idiomas por Common Sense Advisory (CSA Research) en el «¿Quién es quién?» de tecnología y servicios lingüísticos: 2019.[35]
- Ganador inaugural en 2008 del premio exportador del año del primer ministro australiano y premio de tecnología de comunicación e información.[36]